# Hévíz (jezero)
Hévíz (maďarsky Hévízi-tó [Hévízské jezero] nebo též Hévízi-gyógytó [Hévízské lázeňské jezero]) je termální jezero, ležící v Maďarsku na východním okraji města Hévízu v okrese Keszthely v župě Zala asi 8 km od okresního města Keszthely, 36 km od župního města Zalaegerszeg a 220 km od hlavního města Budapešť. 

## Rozměry
S rozlohou 4,4 ha (44.000 m²) představuje největší termální jezero v Evropě. Hloubka jezera činí 38 m. Obrys jezera je přibližně oválný.

## Chemické složení vody
Voda v jezeře obsahuje kationty draslíku, sodíku, amoniaku, vápníku a hořčíku, anionty fluoru, chlóru, bromu, jódu, síry, hydrogenuhličitanový a síranový aniont a organické sloučeniny. Díky přítomnosti radonu je mírně radioaktivní (asi 0,22-0,28 mCi/l). 

Chemické složení vody je zkoumáno od 18. století. Podrobná chemická analýza proběhla poprvé v roce 1952, další v roce 1992:
| Složka | Hodnoty naměřené v roce 1952 [mg/l] | Hodnoty naměřené v roce 1992 [mg/l] |
| ------ | ----------------------------------- | ----------------------------------- |
|        |                                     |                                     |
| K+     | 6,520                               | 9,600                               |
| Na+    | 44,670                              | 25,000                              |
| NH++   | -                                   | 0,130                               |
| Ca++   | 87,730                              | 87,000                              |
| Mg++   | 37,400                              | 37,000                              |
| F−     | 1,400                               | 1,300                               |
| Cl−    | 25,000                              | 27,000                              |
| Br−    | -                                   | 0,120                               |
| I−     | -                                   | 0,023                               |
| S−−    | 0,069                               | 2,500                               |
| SO4−−  | 94,620                              | 63,000                              |
| HCO3−− | 414,870                             | 353,000                             |
| HBO2   | 4,710                               | -                                   |
| H2SiO2 | 14,560                              | 19,760                              |
| CO2    | 60,020                              | 36,000                              |
| O2     | 0,360                               | 3,800                               |
|        |                                     |                                     |

## Život v jezeře

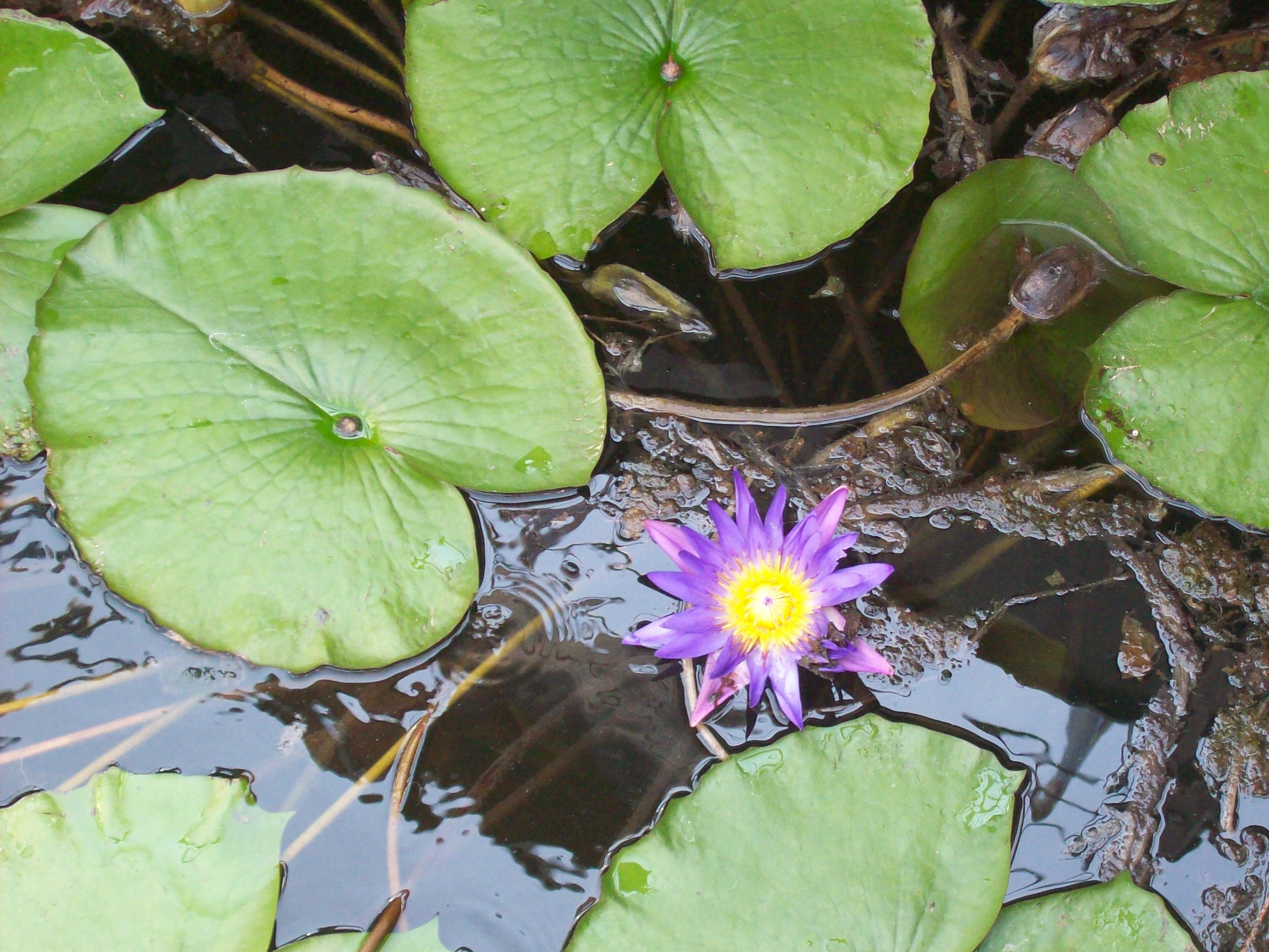
Leknín na hladině jezera

Ve vodě žije mnoho bakterií, o nichž se předpokládá, že se podílejí na léčivých účincích vody. Mezi jinými jsou tu sinice a různé druhy aktinobakterií. Micromonospora heviziensis je endemit, vyskytující se pouze v tomto jezeře.
Z vícebuněčných organismů jsou významně zastoupeny například zelené řasy.
Hladina jezera je pokryta všudypřítomnými lekníny z níž nejčastějšími jsou červený leknín, původem z Indie zatímco původní druh Leknín bílý z jezera téměř vymizel ale lze se s ním o to hojněji setkat v odtokovém kanále.

## Zdroj vody
Voda do jezera vyvěrá v pramenné jeskyni, která se nachází na jeho dně. Zdroj je velmi vydatný, asi 410 litrů za sekundu. Voda v jezeře se tak vymění každých 72 hodin.
Prameny jsou v jeskyni dva – na její východní straně vyvěrá do jezera voda o teplotě 26 °C, na západní straně pramení voda o teplotě 41 °C.

## Cirkulace vody
Voda v jezeře je v neustálém pohybu. Teplá voda ze spodní části jezera stoupá k hladině, zatímco ochlazená voda z povrchu klesá ke dnu. Kromě toho se i díky oválnému tvaru jezera celá vodní masa pomalu otáčí vpravo. Tento dvojí pohyb napomáhá k regulaci teploty vody v jezeře i k distribuci látek ve vodě rozpuštěných.

## Odtok vody

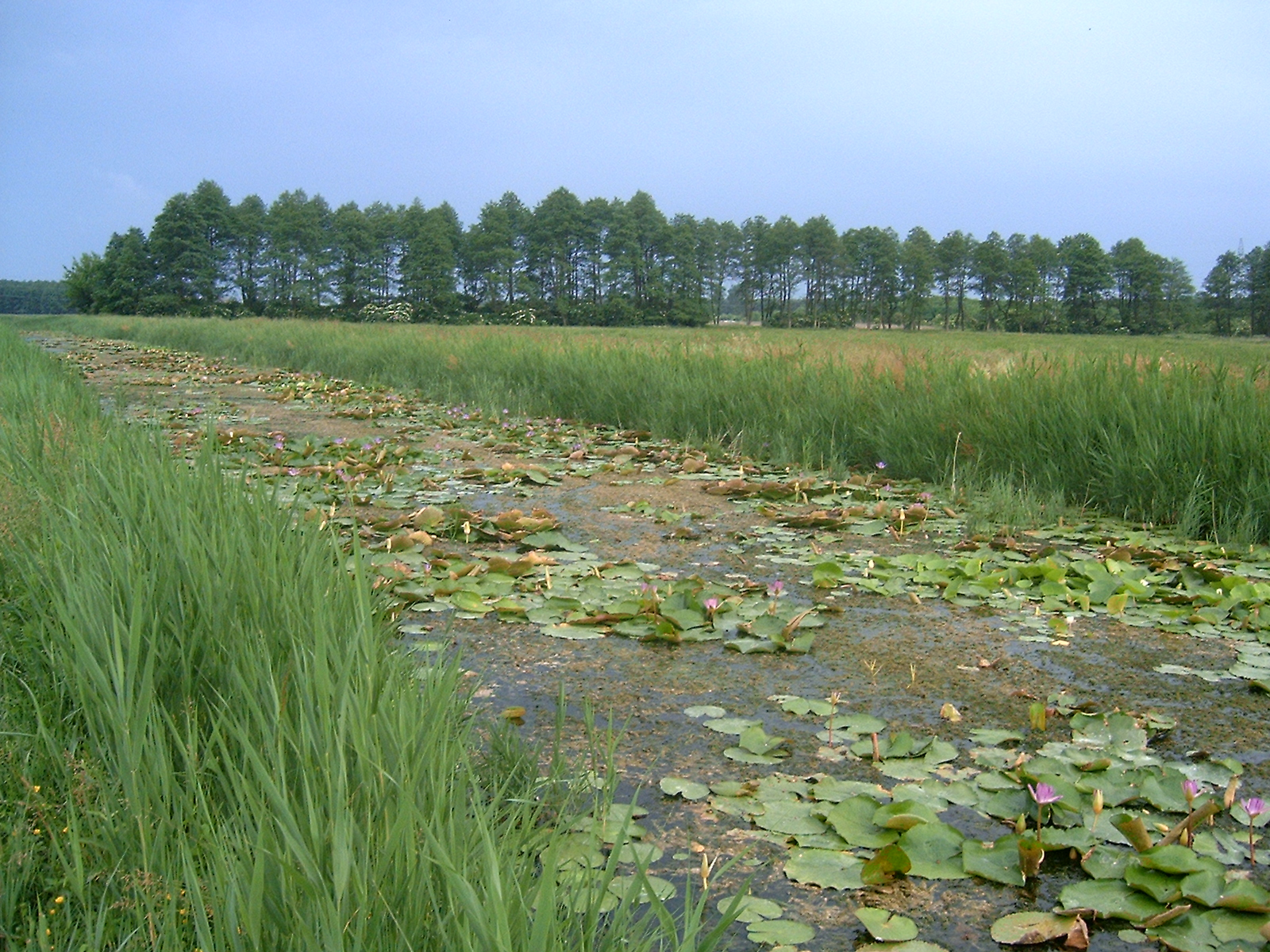
Kanál Hévízi-csatorna

Voda z jezera vytéká na jeho jižní straně kanálem Hévízi-csatorna, širokým 10-12 m, který po 13 km ústí do řeky Zaly. Termální voda, která jezero opouští, vytváří v kanále jedinečné životní podmínky, unikátní v celé Evropě.

## Výzkum jezera
První mapa jezera pochází z roku 1769, ale hloubka jezera v ní není určena. V 60. letech 19. století byla hloubka odhadována na 43 m. První potápěčské průzkumy jezera proběhly v roce 1908, bylo však dosaženo hloubky pouze 22 m. Hloubka jezera byla poprvé změřena v roce 1953.

## Lázně
Lázeňství se zde provozuje od roku 1795. Tehdy byly postaveny první lázeňské budovy u jezera a zřízeno přírodní koupaliště. Lázeňská budova v podobě blízké dnešní byla postavena v roce 1911, rekonstruována byla v roce 1970. 3. března 1986 však její centrální část vyhořela. Obnova byla dokončena roku 1989. Poslední významná rekonstrukce a modernizace lázní se uskutečnila v letech 2000–2002.
Voda z jezera má příznivé účinky proti revmatismu a dalším chorobám pohybového aparátu. Používá se i pro pitnou kúru, neboť potlačuje žaludeční potíže. K léčebným účelům se používá také bahno ze dna jezera.

Teplota vody v jezeře dosahuje v létě 33-35 °C a v zimě 24-26 °C, což umožňuje celoroční provoz lázní.

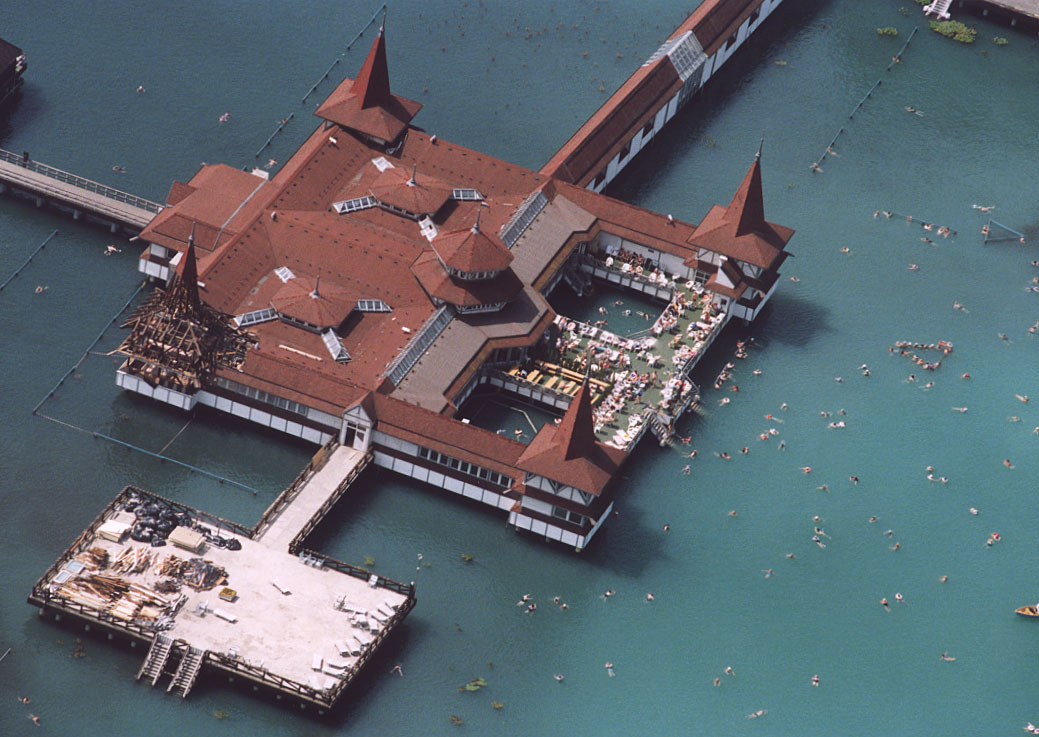
Letecký pohled na lázeňskou budovu
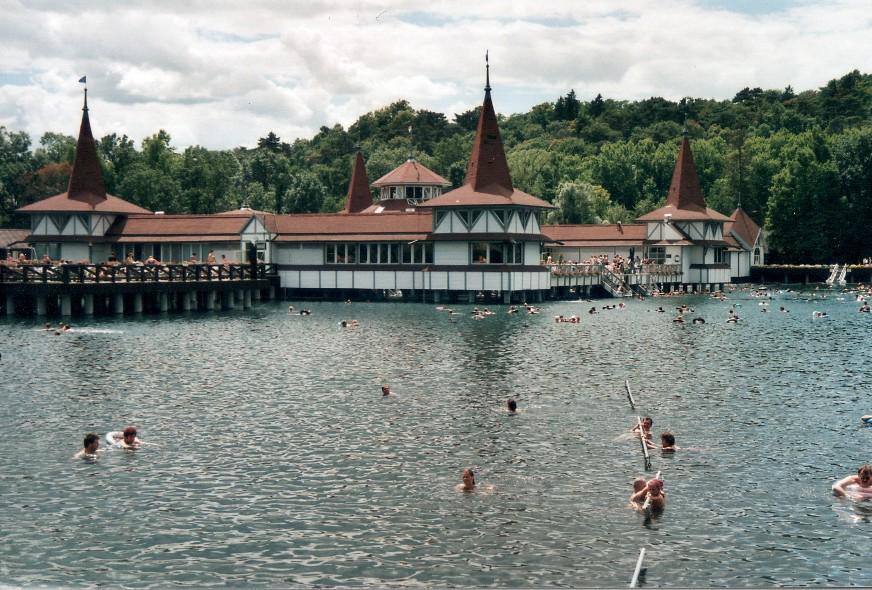
Lázeňská budova
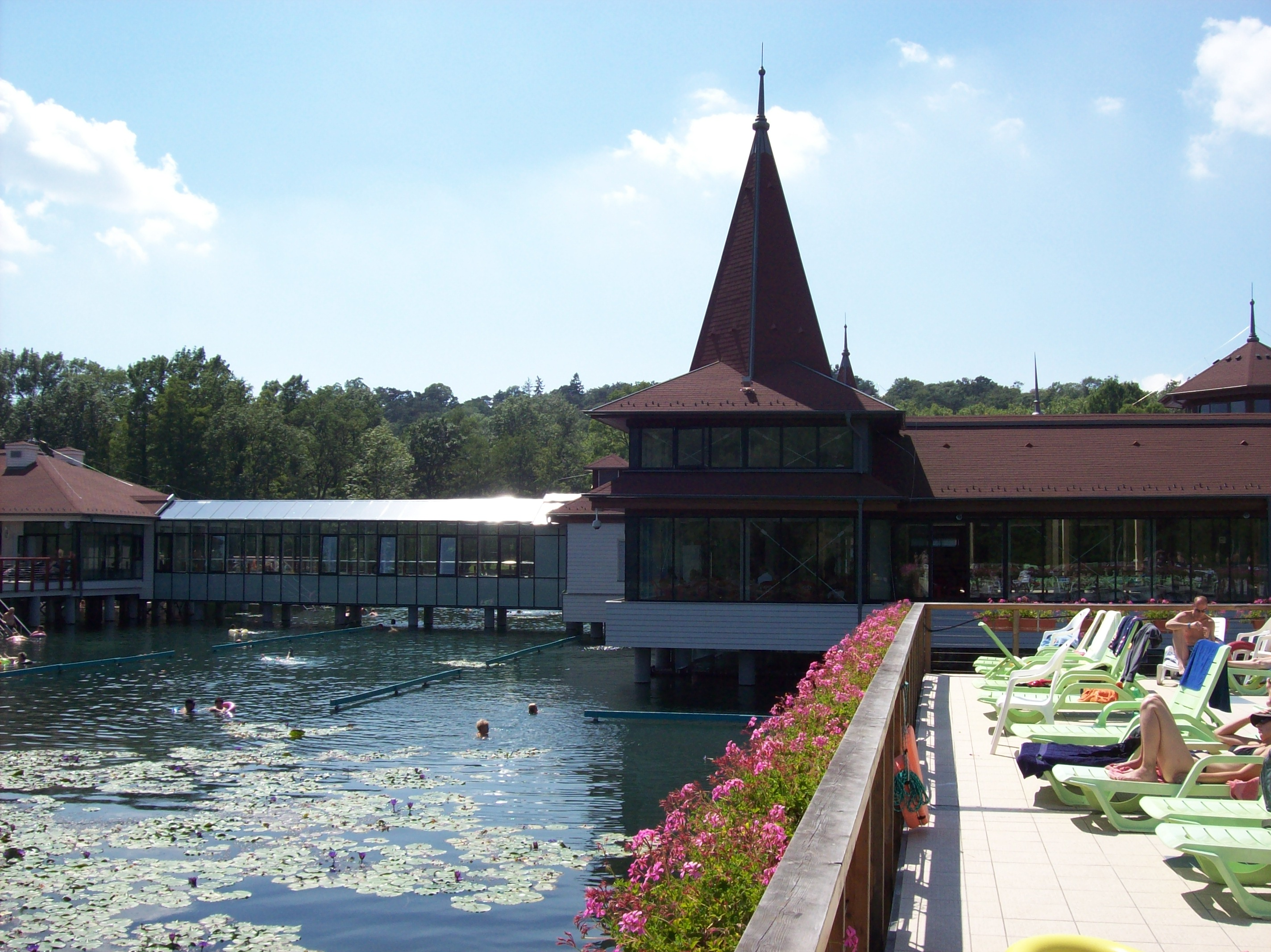
Detail části lázeňské budovy
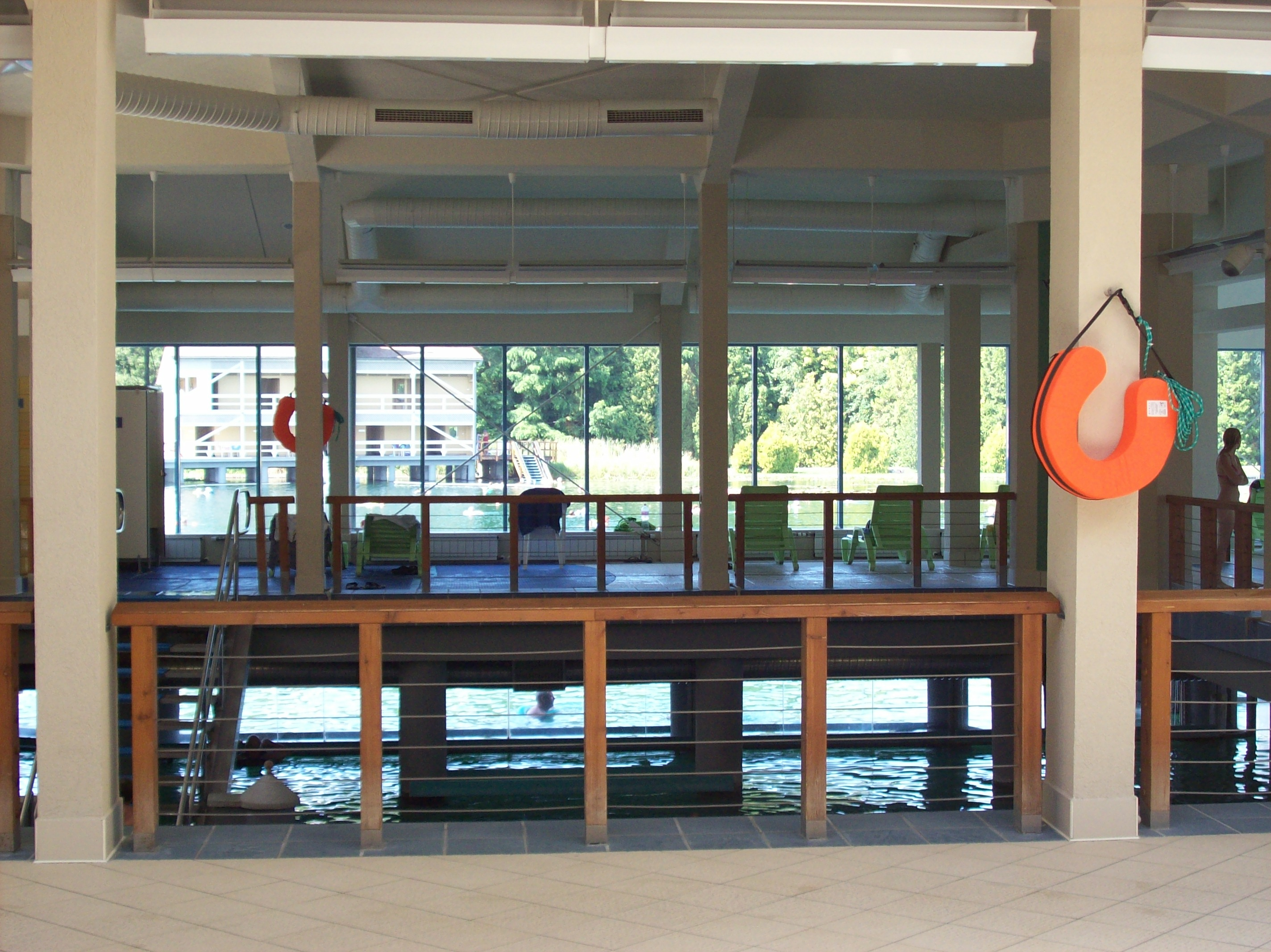
Vnitřní část lázeňské budovy
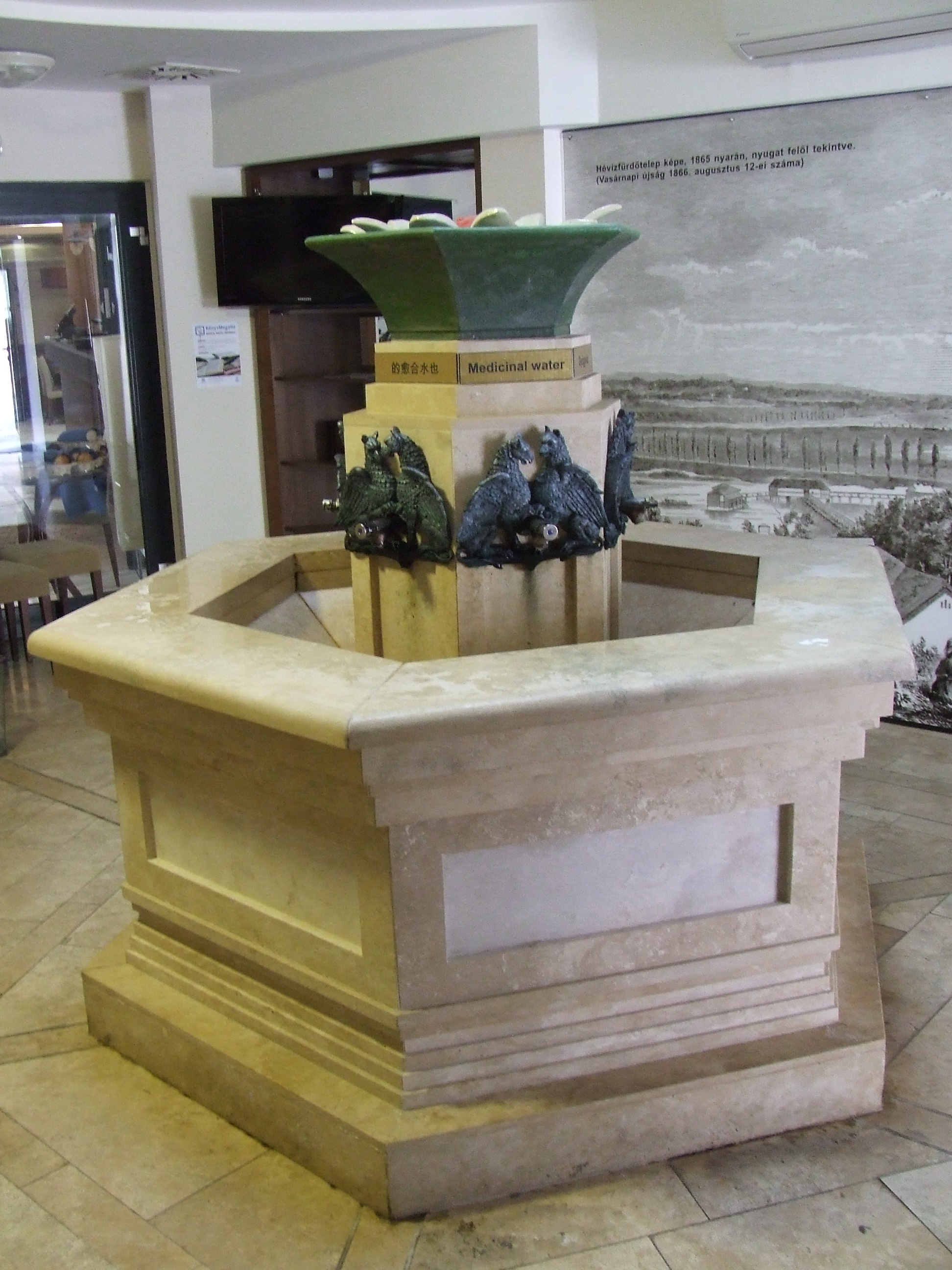
Léčivé prameny